# Charco del aceite
El charco del Aceite o charco de la Pringue és un espai natural creat per l'antic llit del riu Guadalquivir a la serra de Cazorla. Es troba a 20 quilòmetres de la localitat de Villanueva del Arzobispo, dins del seu terme municipal, a la província de Jaén. L'indret pertany a la comarca de la Loma y las Villas i està situat al quilòmetre divuit de la carretera del Tranco.
El nom d'aquest indret prové de la tradició recollida pels habitants de la Serra, que expliquen com en una ocasió, un ase carregat de pells d'oli es va precipitar camí avall fins a l'aigua.

## Característiques
És un indret molt frondós que va ser habilitat com a àrea recreativa l'any 1973. S'hi va afegir un sobreeixidor al curs del riu per crear-hi una piscina natural.A més, s'hi van construir serveis, com una zona de pícnic, un bar restaurant, zones de descans, pàrquing i lavabos. L'àrea de bany és apta per a tota la família, ja que hi ha zones poc profundes i d'altres amb roques per a saltar a l'aigua, que arriba fins als 5 metres de profunditat.
L'accés es realitza per la carretera A-6202, que enllaça Villanueva del Arzobispo amb el pantà del Tranco.

## Fauna i flora

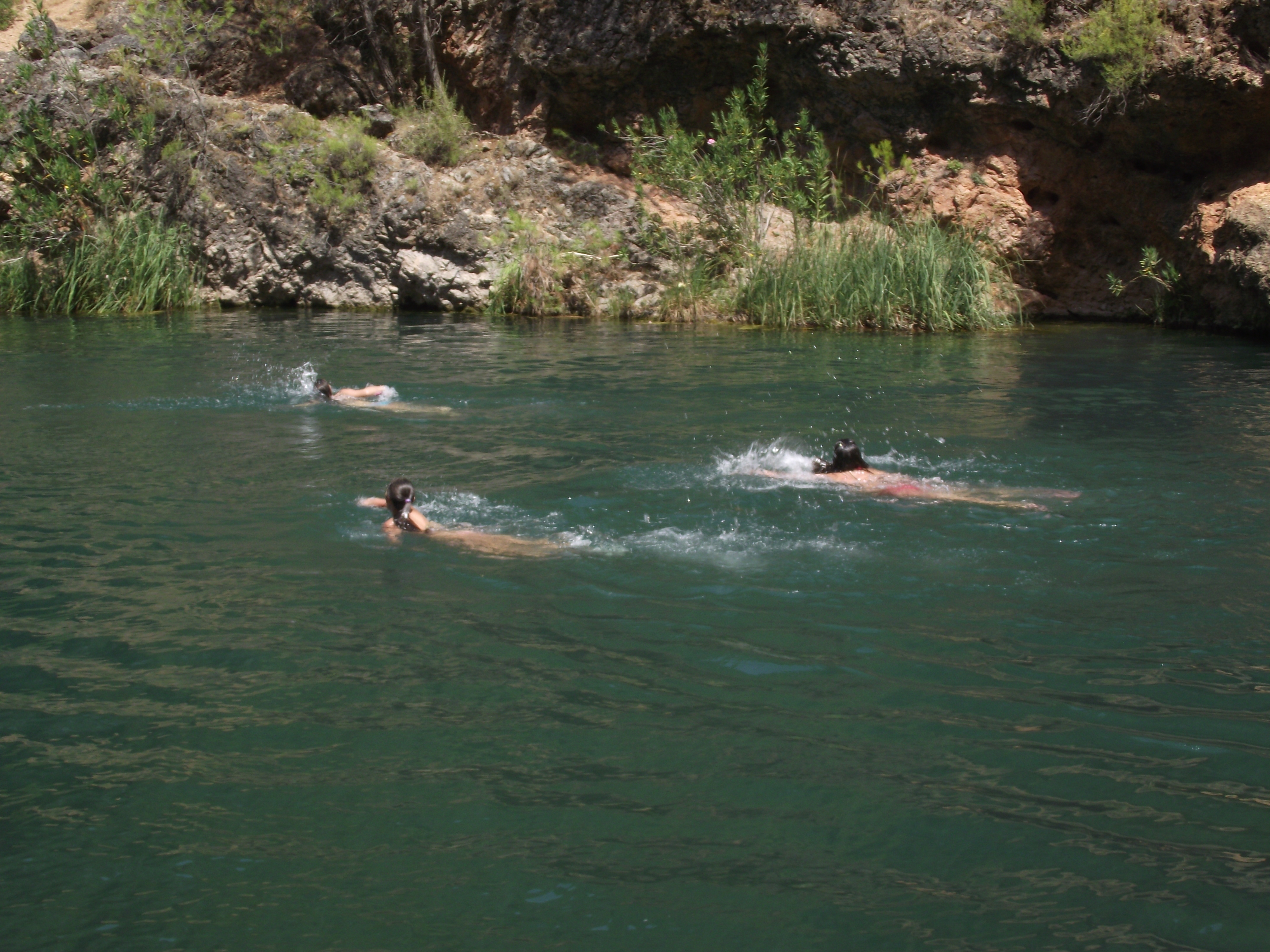
Zona més profunda del Charco del Aceite.

És una zona d'interès natural, ja que compta amb unes comunitats de flora i fauna de gran valor. La fauna aquàtica té com a protagonistes la truita de riu, la boga de riu, barbs i llúdrigues. De la fauna terrestre, destaquen la cabra salvatge ibèrica, el cérvol, la daina, el porc senglar i la guineu. Quant a les aus, en aquest indret hi podem trobar el blauet i voltors, que nien en aquesta zona.
L'espècie dominant de la vegetació és el pi, tot i que també podem trobar la vegetació característica de ribera amb baladres, vimeteres, freixes i marfulls.

## Activitats
A més del bany, s'hi pot practicar senderisme a través d'un camí paral·lel al riu, que porta al túnel de desguàs de l'embassament del Tranco. En aquesta zona es permet pescar la truita de riu, ja que hi ha un vedat de pesca de modalitat sense mort.